# Дедков, Анатолий Иванович
Анатолий Иванович Дедков (24 июля 1944, Лучин, Гомельская область — 16 сентября 2016, Московская область) — советский военный лётчик 1-го класса, космонавт-испытатель. Входил в группу космонавтов по программе «Спираль», был командиром дублирующего экипажа космического корабля по программе 1-й экспедиции посещения на станцию «Салют-6». Опыта полёта в космос не имел.

## Биография
Анатолий Иванович Дедков родился 24 июля 1944 года в деревне Лучин Рогачевского района (Гомельская область, Белорусская ССР).
В 1951 году поступил в первый класс Лучинской начальной школы, которую окончил в 1958 году. В 1962 году, после окончания 11 классов средней школы № 2 в городе Рогачёв, поступил в Харьковское высшее военное училище лётчиков на специальность «Боевое применение и эксплуатация самолётов». В 1966 году Дедков окончил училище, получил квалификацию «лётчик-инженер истребительной авиации» и произведён в звание лейтенант. Служил с января 1967 года старшим лётчиком в 35-м истребительном авиационном полку в составе 24-й Воздушной армии Группы Советский войск в Германии. В 1969 году присвоено звание старший лейтенант и квалификация «военный лётчик 3-го класса».

### Космическая подготовка
В конце 1969 года прошёл медицинскую комиссию в Государственном Научно-исследовательском госпитале авиационно-космической медицины Министерства обороны СССР, по результатам которой 27 апреля 1970 года был зачислен в отряд космонавтов 5 набора Центра подготовки космонавтов имени Ю. А. Гагарина на должность слушателя-космонавта. Прошёл полный цикл общекосмической подготовки.
В 1970—1971 годах, в рамках общекосмической подготовки, обучался по программе третьего курса Московского авиационного института. В июле 1972 года назначен космонавтом 1-го отдела 1-го управления. В том же году поступил на заочное отделение Военно-воздушной академии имени Ю. А. Гагарина (факультет № 1), которое окончил в 1976 году и получил квалификацию «офицер с высшим военным образованием» по специальности «Командно-штабная оперативно-тактическая авиационная». В 1971 году присвоено звание капитан, в ноябре 1972 года стал инструктором парашютно-десантной подготовки ВВС.
В 1972—1974 года проходил подготовку в составе группы космонавтов по программе авиационно-космической системы «Спираль». Затем, в 1975—1977 годах, вместе с бортинженером Ю. А. Пономарёвым, готовился к полёту на ДОС-5 «Салют-6» в качестве командира дублирующего экипажа по программе 1-й экспедиции посещения. Экипаж Дедкова был расформирован в связи принятием решения об обязательном наличии в экипаже одного космонавта с опытом полётов. В 1974 году присвоено звание майор, в феврале 1977 года — подполковник.
В 1977—1983 годах проходил подготовку в группе космонавтов по программе полётов на транспортном пилотируемом корабле «Союз-Т» и ДОС «Салют». Участвовал в испытаниях скафандра «Сокол КВ-2» в высотной барокамере. В 1980 году получил квалификацию военного лётчика 1-го класса и звание «Почётный радист». В январе 1982 года был переведён в группу орбитальных пилотируемых комплексов общего и специального назначения.
С 1974 по 1983 год работал в качестве главного оператора Центра управления полётами. 20 апреля 1983 года был отчислен из отряда космонавтов и назначен сменным руководителем группы управления. С января 1985 года являлся также ведущим инженером группы управления ЦПК, затем с октября 1986 года служил руководителем полётами и ведущим инженером 5-й группы отряда космонавтов.
В октябре 1987 года присвоено звание полковник, в декабре того же года назначен начальником оперативной группы 1064-го воздушного пункта управления Главнокомандующего ВВС. 19 августа 1994 года уволен в запас по возрасту. За время службы был награждён семью медалями Министерства обороны СССР.
Имел 2676 часов общего налёта на различных типах самолётов: Як-18А, Як-28п, Як-28б, Л-29, Л-39, МиГ-15УТИ, МиГ-17, МиГ-21, Ил-76ЛЛ (летающая лаборатория), Ил-22м (ВзПУ), Ил-80 (ВзПУ), Ту-104, Ту-134.
Умер Анатолий Иванович Дедков 16 сентября 2016 года. Похоронен 20 сентября 2016 года на кладбище села Леониха Щёлковского района Московской области.